# ロサンゼルス郡消防局
ロサンゼルス郡消防局（ロサンゼルスぐんしょうぼうきょく、Los Angeles County Fire Department Fire Department 略称：LACoFD）は、アメリカ合衆国カリフォルニア州のロサンゼルス郡が設置する郡消防機関である。ロサンゼルス郡内で消防部局を委託された都市内で救急対応、火災原因調査、防火、消防、危険物処理を行う。約60の都市と委託契約をしている。
なお、ロサンゼルス市が設置するロサンゼルス市消防局（LAFD）とは別の機関である。
| ロサンゼルス郡消防局 | ロサンゼルス郡消防局 |
| 管轄                 | 管轄                 |
| -------------------- | -------------------- |
| 国                   | アメリカ合衆国       |
| 州                   | カリフォルニア       |
| 郡                   | ロサンゼルス郡       |
| 消防局の概要         |                      |
| 設立                 | 1923年               |
| 年間通報件数         | 394,585件 （2017年） |
| 職員数               | 2,813人（2018年）    |
| 消防局長             | Daryl L. Osby        |
| 施設と車両           |                      |
| 管区                 | 9                    |
| 大隊                 | 22個大隊             |
| 消防署               | 177署                |
| ポンプ車             | 171台(+予備50台)     |
| はしご車             | 33                   |
| レスキュー車         | 2（USAR）            |
| 大型水槽車           | 14                   |
| 救急対応車           | 75                   |
| 危険物処理車両       | 3                    |
| 都市型捜索救助隊     | 2                    |
| 空港消防隊           | 9                    |
| ヘリコプター         | 10                   |
| 消防艇               | 3                    |
| 空気充填照明車       | 3                    |
| 林野火災用消防車     | 11                   |
| ブルドーザー         | 10                   |
| ウェブサイト         |                      |
|                      |                      |

## 沿革
ロサンゼルス郡消防局は1920年に設立され、ロサンゼルス郡森林局（Los Angeles County Forestry Department）及びロサンゼルス郡防火局（Los Angeles County Fire Protection Districts）と呼ばれていた。 ロサンゼルス郡監督委員会は、スチュアートJ.フリンサムを消防局長として任命し、郡内の消防防火のためのプログラムを確立するように指示した。その後、ロサンゼルス郡の市町村や非法人地域に消防サービスを提供し、30の都市と消防契約を結んだ。

## 概要
ロサンゼルス郡消防局の現場活動は副消防局長「デビッドR.リチャードソンジュニア」によって指揮される。副局長が監督する4つの部門には、消防吏員と車両の管理及び技術的サービス部が含まれる。

### 森林消防団
ロサンゼルス郡消防局は郡内における山林火災の主要な対応機関であり、10個の森林消防団が組織されている。2013年、ロサンゼルス郡は、郡内の刑務所の囚人の刑務作業時間を増やすために、500人以上の囚人を山岳地帯と丘陵地帯の森林消防団に入団させた。囚人は非暴力的で脱走等のリスクがすくない模範囚などを中心に入団させられている。消防団に割り当てられた囚人は消防局によって訓練され、山林火災発生時に消防活動を援助する。消防活動はカリフォルニア州矯正局とロサンゼルス郡保護観察局の管理下で行われる。

### 都市型捜索救助隊
ロサンゼルス郡消防局には2隊の都市型捜索救助隊（USAR）があり、FEMAカリフォルニア都市型捜索救助隊タスクフォース2（CA-TF2）として登録されている。東日本大震災にも派遣され、現地で捜索救助活動を行った。103分署のUSARはクレーン車（ローテータートラック）を保有している。

### ライフガード
ロサンゼルス郡のライフガードはロサンゼルス郡消防局の1部門である。LACoFDは世界最大のプロのライフガードを保有する機関である。

### 階級
•Firefighter Trainee（消防士訓練生/候補生）
•Firefighter（消防士）
•Firefighter Specialist/Engineer（消防機関員）
•Fire Captain（各小隊を担当する隊長）
•Battalion Chief (大隊長)
•Assistant Chief (管区長)
•Deputy Chief (部長)
•Chief Deputy（副消防局長）
•Fire Chief（消防局長）

## 消防局の車両
ロサンゼルス郡消防局は、ポンプ車、はしご車、ライトフォース（ポンプ車+はしご車）、林野消防車、大型水槽車など、さまざまな消防車を保有している。その他、救急隊、危険物処理班、都市捜索救助隊などが使用するための車両も配備されている。 ロサンゼルス郡消防局の車両は、一般的な赤色であるLAFD車両とは対照的に、赤みがかったオレンジ色に塗られている。
ロサンゼルス郡消防局には救急車は配備されておらず（ライフガードを除く）、救急隊は救急処置資機材を積載さたユーティリティトラックを使用して、民間救急委託機関と連携して活動する。
LACoFDのはしご車のほとんどはクイント（Quint）と呼ばれるポンプ付の車両で近年ではトレーラータイプの車両が多く導入されている。都市型捜索救助隊が使用するレスキュー車や危険物処理班の車両にもトレーラータイプが採用されている。
LACoFDには空中消火に利用できる10機のヘリコプターがあり、 航空消防課の本部は、パコイマのホワイトマン空港の隣のバートンヘリポートにある。
- 5機のシコルスキーS-70A / S-70iファイアホークスヘリコプター15、ヘリコプター16、ヘリコプター19、ヘリコプター21、およびヘリコプター22には、1,000米ガロン（3,800 L）のタンクが装備されている。
- 1機のベル412 ヘリコプター12には、360 USガロン（1,400 L）のタンクが装備されている。
- 2機のベル412EP ヘリコプター11とヘリコプター14には、360米ガロン（1,400 L）のタンクが装備されている。
- 2機のベル412HP ヘリコプター17とヘリコプター18は、 360米ガロン（1400リットル）タンクが装備されている。

## ロサンゼルス郡消防局が登場する作品
- エマージェンシー!（1971-1978）-架空の51分署が描かれた。
- ベイウォッチ（1989-2001）-ライフガードが描かれた。